# 上官永清
上官永清（1963年—），女，山西省沁水县中村镇北山村人，中华人民共和国官员，山西财经学院财政金融系本科毕业，曾任晋商银行董事长、第十二届全国政协委员。2015年，上官永清在山西国信投资集团董事长任上因涉嫌贪腐被带走接受调查，次年被撤销全国政协委员资格，之后被开除党籍、开除公职。2016年6月2日被山西省人民检察院以受贿罪逮捕。

## 早年
上官永清祖籍晋城市沁水县中村镇北山村，全村属于同一个上官家族。上官永清的父亲在中共翼城县委办公室上班，一家人很早就搬到了翼城县。上官永清的公开简历上，她出生在1963年，1978年进入山西财经学院财政金融系，1982年毕业。据此推算，她上大学时只有15岁，上小学时大约3岁，外界质疑上官永清简历造假。媒体报道中，她本家堂叔的妻子透露她的真实出生年份是1959年或1960年，山西省信用联社曾举报上官永清的工作人员称她出生于1959年。

## 从中国工商银行到省联社
上官永清大学毕业后，被分配到中国工商银行在临汾的分支机构工作。当时正值国企“破三铁”、股份制改革，上官永清时常到企业里开展工作。据说，当时她擅长跳舞，性格活泼。1998年9月，她获得提拔，成为中国工商银行榆次分行行长。2000年，晋中地区撤销，改建为地级市晋中市。上官永清再获升职，成为首任晋中分行行长。上官永清在晋中工作期间，申维辰先后担任中共晋中地委、晋中市委书记，山西官场将他俩称为“三申夫人”和“四为书记”，认为两人关系暧昧。
2002年，上官永清来到太原任职，到新成立的华融资产管理公司太原办事处担任副总经理，行政级别为正处级。期间，上官永清举报办事处总经理曹耕夫，曹被迫离职，不久病逝。上官永清遂以副总经理身份主持工作。公开简历称，上官永清曾任太原办事处总经理，但新闻记者认为并非如此。
2004年，山西省响应全国农村信用社管理体制改革，筹建山西省农村信用社联社。据说，上官永清当时努力运作，希望能到山西省农村信用社联社担任副职领导，但没有成功。2006年，上官永清被任命为中共山西省农村信用社联社党委书记。在联社任职期间，上官永清身为党委书记却积极干预联社银行业务，因此造成很多冲突，她本人也被人举报。

## 晋商银行董事长
2008年8月6日，晋商银行筹备组挂牌成立，上官永清被任命为筹备组组长。晋商银行前身为太原市商业银行。太原市商行不良贷款过多、资本充足率不足，中国银监会曾予以警告。为了避免摘牌退市，山西省政府、太原市政府出手，将太原市商业银行重组为省级金融机构晋商银行。山西省、太原市两级财政均给予晋商银行大力支持，省财政出资4.8亿人民币，山西省国资委监管的多家国企也出资入股。2009年2月，晋商银行正式挂牌，上官永清成为董事长，原太原市商业银行董事长改任副监事长，原行长改任副行长，上官永清实际掌握了晋商银行大权。据称，她在晋商银行任职期间，利用职权帮助很多官员安插关系户，编织起复杂的关系网络，吕梁分行成立后她又与吕梁煤老板们密切来往。她在晋商银行任职的五年间，晋商银行资产高速增长，翻了六倍。
2014年7月31日，上官永清被中共山西省委任命为中共山西国信投资集团党委书记，提名为董事长。山西国信投资集团源自山西省国信投资集团，2014年改制为山西国信投资集团。

## 涉腐被查
2015年7月23日晚，上官永清被中共纪检部门带走。次日，纪检部门搜查了她在山西国信投资集团的办公室。当晚，中共山西省纪委发布消息，上官永清因“涉嫌严重违纪违法”，正在接受组织调查。据称，2015年春节前她就曾被叫去谈话。2015年7月21日，中共山西省委宣布人事任命，从深圳、北京各调一人到山西国信投资集团担任高管。据说，任命宣布后上官永清非常不悦，对身边人说道“我也不想干了”。
据称，上官永清可能是因为2010年至2014年间与吕梁煤老板的贷款交易被查，另一说是因为参加非组织活动“山西汾酒会”。媒体报道中，知情人从办案人员处了解到，纪检部门在上官永清家中发现了70箱纪念币，品种包括面值50元的庆祝中华人民共和国成立五十周年纪念钞、面值100元的龙钞。2016年全国人民代表大会山西代表团开放日上，中共山西省委书记王儒林谈及山西官场腐败问题，列举了三个案例。其中一个例子是2015年查处的某省属金融机构党委书记、董事长。这位董事长在向企业发放贷款时，要求企业将贷款的2％作为顾问费交给其掌管的一家公司。董事长还让12家公司各付款3,420万元人民币，从国外买下价值3.9亿的一架公务飞机供自己使用。另外，这位董事长还长期消费从韩国空运的牛奶。媒体分析称王儒林提到的这个人就是上官永清。媒体调查称，2012年11月介休新泰钢铁公司投资注册了山西晋商飞行俱乐部有限责任公司，注册地址为太原市学府街汇都大厦。飞行俱乐部的成员中有十几名吕梁企业家，他们集资购买了一架ERJ145型（一说为CRJ145型）商务飞机，编号为B-8216，由北京航空托管，此飞机主要为上官永清和她的贵客所用。2015年10月《中国经营报》记者调查时，太原武宿机场工作人员表示此飞机在一个多月前飞走了，此前已经很久没有航行；工商注册资料中山西晋商飞行俱乐部经营正常，但联系电话无法接通，注册使用的是虚假地址，投资方介休新泰钢铁公司也不愿意向记者透露信息。
媒体称，上官永清通过“山西汾酒会”结交了很多山西高官，由此帮助一些山西高官打理资产、沟通政商两界，她是山西汾酒会的重要成员。山西汾酒会在北京市旧鼓楼大街152号设有会所，幕后老板是山西芮城人，姓姚，曾经在山西省的一所大学担任校长。山西汾酒会的成员约四十人，其中很多人已经被带走接受调查，包括聂春玉、申维辰、王茂设、洪发科、杨森林等。
2016年5月27日，中共山西省纪委发布消息，上官永清因严重违纪被开除党籍、开除公职（双开）。6月2日，山西省人民检察院依法以受贿罪对上官永清决定逮捕。